# Lubow Tołkalina
Lubow Nikołajewna Tołkalina (ros. Любовь Николаевна Толкалина) (ur. 16 lutego 1978 w Michajłowie, obwód riazański) – rosyjska aktorka i modelka. 

## Życiorys
Na scenie dziecięcej zadebiutowała w wieku 12 lat. Uprawiała wyczynowo pływanie synchroniczne. W 1999 ukończyła studia na wydziale dramatu WGIK, w klasie Aleksieja Batałowa. Po ukończeniu studiów pracowała przez cztery lata w Teatrze Armii Rosyjskiej, a w 2003 przeniosła się do zespołu Imperium Gwiazd. Na dużym ekranie zadebiutowała w 1999 rolą w filmie Zatwornik. Jej dorobek obejmuje obecnie ponad 30 ról filmowych. Występowała w reklamach oraz w sesji fotograficznej dla Playboya (kwiecień 2001).
W życiu prywatnym jest żoną reżysera i aktora Jegora Konczałowskiego, z którym ma córkę Marię.

## Filmografia (wybór)
- 1999: Samotnik
- 2000: Lot motyla
- 2002: Antykiller jako Ljuba
- 2004: Kocham Cię jako Wiera Kiryłłowa
- 2004: Zabawy dorosłych dziewcząt jako Alka
- 2004: Handlowcy jako Miła
- 2006: Powrót ojca marnotrawnego jako Swietłana
- 2007: Kaukaz jako Sofia
- 2007: Pocałuj upadłe anioły jako Marina
- 2008: Złoty kluczyk jako Katia
- 2009: Zakazana rzeczywistość jako Polina
- 2010: Kroniki zdrady jako Ania
- 2012: Zanim noc nas nie rozdzieli
- 2014: Anzhelika jako matka Anzheliki (serial telewizyjny)
- 2018: Diewoczki nie sadjutsia jako Ksiusza